# Osimira
Osimira (Осіміра) — білоруський музичний гурт із Могильова, грає етно-рок-музику, створений у 2002 році. В основі їхньої творчості лежить білоруський фольклор. Виступи групи супроводжуються етно-шоу, заснованим на національному колориті. Часто виступає в Білорусі, Москві, Польщі.  та Україні.

## Фестивалі
- Jazz Koktebel
- WorldMusicTree
- Crivia Aeterna
- GOLDWING
- ETHNOLIFE
- FIDOF
- MIODOBRANIE
- Swieto Wody
- 5 Lietniej Akadiemii Filmowoj
- Слов'янський базар
- be2gether[be-x-old]
- Viljandi Folk Festival
- Трипільське коло

## Альбоми
- «Proshcha» (2004), БМАgroup[be-x-old], Білорусь
- «Proshcha» (2006, Sketis music)[3]
- « DRUVA[ru]» (2007, Sketis music)[4]
- « DRUVA[ru]» (2008, БМАgroup[be-x-old], Білорусь)